# Фокіно (Приморський край)
Фокіно — місто зі статусом закритого адміністративно-територіального утворення у Приморському краї Росії, засноване 1891 року.
Розташоване в міжгірській улоговині поблизу затоки Стрілок, у 119 км від Владивостока.

## Назва
Назване на честь командувача Тихоокеанським флотом адмірала Фокіна.
Офіційні документи, що підтверджують цей факт до теперішнього часу, на жаль, не опубліковані.
У народі (Росія і країни колишнього СРСР) місто більш відоме як Тихоокеанський, Тіхас або Техас.

## Історія
Селище Промисловка Петровської волості, Ольгинського повіту Приморської області засноване у 1891.
Селище Тихоокеанське Шкотовського району Приморського краю зареєстроване як населений пункт рішенням Приморського крайвиконкому від 13 листопада 1963 № 726, а робітниче селище Промисловка цим же рішенням віднесене до категорії сільських поселень і надалі увійшло в межі селища Тихоокеанське.
Селище Тихоокеанське Указом Президії Верховної Ради РРФСР від 4 жовтня 1980 № 10 -сс виділене зі Шкотовського району, перейменоване в закрите місто Фокіно, якому розпорядженням крайвиконкому від 12 листопада 1980 № 855- рс було встановлено поштову адресу Шкотово-17 у зв'язку із закриттям території.
З 4 січня 1994 відповідно до розпорядження Уряду Російської Федерації від 4 січня 1994 року № 3 -р, адміністрації Приморського краю від 18 лютого 1994 року № 172 -р, використовується офіційна географічна назва населеного пункту Шкотово-17 — місто Фокіно.